# Quincy (Cher)
Quincy ist eine französische Gemeinde mit 821 Einwohnern (Stand 1. Januar 2022) im Département Cher in der Region Centre-Val de Loire; sie gehört zum Arrondissement Vierzon und zum Kanton Mehun-sur-Yèvre.
Am Fluss Cher gelegen, bietet das Gebiet rund um Quincy ideale Bedingungen zum Anbau von Qualitätswein. Die Gemeinde gibt dem Weinbaugebiet Quincy seinen Namen.

## Bevölkerungsentwicklung
| Jahr                       | 1962 | 1968 | 1975 | 1982 | 1990 | 1999 | 2006 | 2018 |
| Einwohner                  | 740  | 727  | 783  | 759  | 812  | 775  | 825  | 859  |
| Quellen: Cassini und INSEE |      |      |      |      |      |      |      |      |

## Sehenswürdigkeiten
- Kirche Saint-Germain
- Schloss, erbaut 1644–48

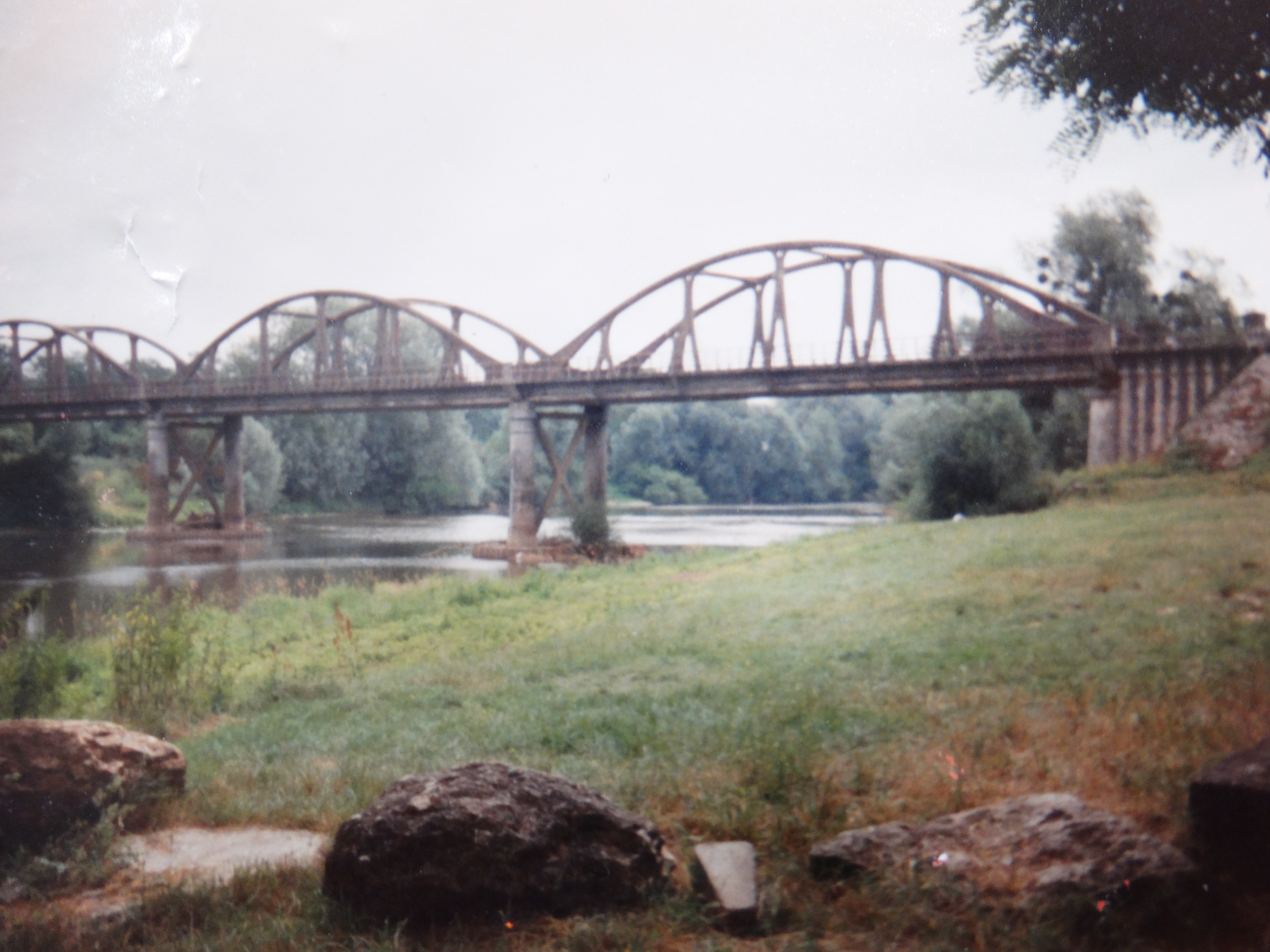
Alte Brücke über den Cher